# SM-65 Atlas
SM-65 Atlas là tên lửa đường đạn liên lục địa (ICBM) đầu tiên được phát triển và triển khai bởi Hoa Kỳ. Nó được chế tạo cho Không quân Hoa Kỳ bởi chi nhánh Convair của General Dynamics tại nhà máy lắp ráp Kearny Mesa thuộc San Diego, California. Atlas bắt đầu được trang bị cho quân đội Mỹ từ tháng 10 năm 1959, nhưng nhanh chóng bị lỗi thời do các thế hệ ICBM mới sau này, và bị loại bỏ khỏi trang bị từ năm 1965.
Atlas là tên lửa đạn đạo sử dụng nhiên liệu lỏng siêu lạnh nên không thể duy trì trạng thái sẵn sàng chiến đấu trong thời gian dài, cũng như để phóng tên lửa cần nhiều thời gian để chuẩn bị và nạp nhiên liệu cho tên lửa. Do đó nó không phù hợp để làm tên lửa ICBM, thay vào đó, nó trở thành một loại tên lửa đẩy phóng tàu vũ trụ. Trước khi bị loại quân đội loaiij bỏ vào năm 1965, nó đã từng đưa bốn nhà du hành đầu tiên của Mỹ lên vũ trụ trong chương trình Mecury, và là nền tảng cho các dòng tên lửa đẩy Atlas, nổi bật là tên lửa đẩy Atlas Agena và Atlas Centaur.

## Lịch sử
Atlas là tên lửa ICBM đầu tiên của Mỹ, và nó là một trong những tên lửa nhiên liệu lỏng cỡ lớn đầu tiên. Quá trình phát triển tên lửa khá hỗn loạn, với việc thay đổi liên tiếp về thiết kế khi tên lửa gặp nhiều vấn đề trong quá trình thử nghiệm.
Chương trình Atlas bắt đầu kể từ năm 1946 với việc Không quân Mỹ (khi đó còn thuộc Lục quân Mỹ) trao cho hãng Convair hợp đồng nghiên cứu tên lửa có tầm bắn 1.500 đến 5.000 dặm (2.400 đến 8.000 km) mà có thể mang theo đầu đạn hạt nhân. Dự án ký hiệu MX-774 có tên gọi chính thức là Atlas theo tên một vị thần Hy Lạp  và theo tên của nhà thầu-Atlas Corporation. Vào thời điểm đó, đầu đạn hạt nhân nhỏ nhất vẫn quá cỡ so với tải trọng lý thuyết của các tên lửa tầm xa đang được phát triển, vì vậy hợp đồng đã bị hủy bỏ vào năm 1947, nhưng Không quân Mỹ cho phép Convair phóng thử ba tên lửa đã nghiên cứu hoàn thiện bằng nguồn vốn còn lại cho chương trình. Ba lần phóng tên lửa chỉ thành công một phần nhưng đã chứng tỏ động cơ điều chỉnh hướng phụt gimble cùng với bể chứa nhiên liệu dạng cầu là một cấu hình khă thi.
Hợp đồng phát triển thứ hai được trao cho Convair ngày 16 tháng 1 năm 1951, ký hiệu dự án là  MX-1593, với mức độ ưu tiên thấp. Thiết kế ban đầu đã được hoàn thiện bởi Convair vào năm 1953 có kích thước lớn hơn so với kích thước thực tế của tên lửa khi được đưa vào trang bị. Trọng lượng đầu đạn ước tính được giảm từ 8.000 lb (3.630 kg) xuống 3.000 lb (1.360 kg) dựa trên các kết quả thử nghiệm hạt nhân của Mỹ đầu năm 1954. Điều này cộng thêm với việc Liên Xô thử nghiệm bom nhiệt hạch Joe 4 năm 1953 và CIA biết được rằng chương trình ICBM của Liên Xô đang đạt được những bước tiến lớn, đã đẩy nhanh tiến độ của chương trình. Atlas đã trở thành chương trình quan trọng cấp quốc gia kể từ ngày 14/5/1954. 
Hợp đồng phát triển thử nghiệm thứ hai được trao cho Convair ngày 14 tháng 1 năm 1955 để chế tạo tên lửa đường kính 10 foot (3 m) trọng lượng 250.000 lb (113.400 kg). Việc phát triển tên lửa Atlas được kiểm soát chặt chẽ bởi Bộ phận phát triển Không quân phía Tây-Air Force's Western Development Division, WDD, về sau thuộc Bộ phận tên lửa đạn đạo Không quân. Hợp đồng thiết kế đầu đạn, hệ thống dẫn đường và động lực được phát triển tách biệt bởi WDD. Lần phòng thử thành công đầu tiên của tên lửa Atlas diễn ra vào ngày 28/11/1958, tên lửa đã bay hết tầm bay của mình. ICBM Atlas đã được triển khai đầy đủ kể từ 31 tháng 10 năm 1959 đến 12/4/1965.
Tên lửa ban đầu được định danh như là thiết kế máy bay ném bom thử nghiệm XB-65; năm 1955 nó đã được đổi lại tên thiết kế là SM-65 ("Tên lửa chiến thuật 65""Strategic Missile 65"), từ năm 1962, nó được đổi thành CGM-16. Chữ C viết tắt của "coffin" hoặc "Container", tên lửa được trữ trong một conntainer bán kiên cố; và được chuẩn bị phóng bằng cách dựng đứng lên và nạp nhiên liệu ngoài trời. Atlas-F (HGM-16) được lưu trữ trong trạng thái thằng đứng trong hầm phóng ngầm nhưng sẽ được nâng lên trên mặt đất trước khi phóng.
Tính đến năm 1965, với việc tên lửa Titan II thuộc thế hệ tên lửa thứ hai bắt đầu được triển khai, Atlas trở nên lỗi thời và bị loại khỏi trang bị quân đội. Rất nhiều tên lửa phiên bản Atlas D, E, và F vẫn còn được sử dụng cho mục đích làm phương tiện phóng tàu vũ trụ cho đến tận những năm 1990.

## Chi tiết về SM-65 Atlas
Tên lửa Atlas có thiết kế phức tạp và độc đáo, điều này dẫn đến việc sửa chữa tên lửa khó khăn hơn so với các dòng tên lửa như Thor và Titan vốn có thiết kế thông thường dạng máy bay với 2 tầng tên lửa. Điều này đã dẫn đến đã có rất nhiều lần phóng thử tên lửa SM-65 Atlas thất bại vào những năm đầu. Sau khi chứng kiến tên lửa ICBM Atlas nổ tung ngay sau khi phóng lên, phi hành gia tham gia chương trình Mercury Gus Grissom đã nhận xét "Chúng ta có thực sự muốn ngồi trên đỉnh quả tên lửa như thế không?" Quá nhiều lần phóng thất bại đã làm cho Atlas được các kỹ sư thiết kế tên lửa mệnh danh là "Inter County Ballistic Missile", nhưng đến năm 1965 phần lớn các vấn đề của tên lửa Atlas đã được giải quyết, và nó trở thành một phương tiện phóng tàu vũ trụ đáng tin cậy. Gần như mọi thành phần của tên lửa Atlas đều gặp trục trặc trong quá trình thử nghiệm, từ vấn đề ở buồng đốt của động cơ đến hệ thống bình chứa tăng áp đến hệ thống điều khiển bay, nhưng các kỹ sư của Convair đã đảm bảo các sự cố không bao giờ lặp lại quá ba lần, và mọi trục trặc của các bộ phận trên tên lửa Atlas đã được tìm ra và giải quyết dần. Rào cản thiết kế chính cuối cùng cần vượt qua là lực đẩy của động cơ không ổn định, khiến ba tên lửa Atlas phát nổ trên bệ phóng của chúng. Vấn đề này đã được giải quyết nhờ các điều chỉnh trong chương trình tên lửa Saturn V, và động cơ chỉnh sửa sau đó được sử dụng trên tầng đẩy 1 của tên lửa Saturn.

### Động cơ
Tên lửa Atlas trang bị hai động cơ đẩy khởi tốc cỡ lớn, hai động cơ này có lực đẩy thậm chí lớn hơn lực đẩy của động cơ chính, và 2 động cơ này cũng là lực đẩy chính của tên lửa trong suốt hai phút đầu tiên của chuyến bay. Tổng lực đẩy từ năm động cơ trên tên lửa Atlas D là 360,000 lbf (1,600 kN). Ở phiên bản tên lửa Atlas E/F, lực đẩy của 5 động cơ đạt 389,000 lbf (1,730 kN). Phiên bản tên lửa đẩy Atlas có lực đẩy cao hơn do cải thiện hiệu suất của động cơ.

### Đầu đạn
Tên lửa Atlas D nguyên bản được trang bị phương tiện tái nhập khí quyển (RV) G.E. Mk 2 "heat sink" mang theo đầu đạn nhiệt hạch W49, khối lượng 3.700 lb (1.680 kg) và đương lượng nổ 1,44 megatons (Mt). RV Mk 2 về sau được thay thế bằng RV Mk 3, tổng khối lượng 2.420 lb (1.100 kg). Tên lửa Atlas E và F trang bị RV AVCO Mk 4 cùng đầu đạn nhiệt hạch W38 có đương lượng nổ 3,75 Mt trang bị ngòi kích nổ trên không hoặc mặt đất. RV Mk 4 cũng trang bị các biện pháp đối phó với hệ thống phòng thủ, bao gồm các bóng bay mylar, giả tín hiệu radar của RV Mk 4. RV Mk 4 cùng với W-38 có tổng khối lượng là 4.050 lb (1.840 kg). Đương lượng nổ của đầu đạn tên lửa Atlas cao hơn gấp 100 lần so với quả bom hạt nhân thả xuống Nagasaki vào năm 1945.

### So với R-7
R-7 Semyorka là loại tên lửa ICBM đầu tiên của Liên Xô, và cũng kích hoạt tất cả các động cơ trước khi phóng nhằm tránh việc kích hoạt động cơ nhiên liệu lỏng ở độ cao lớn. Tuy nhiên tên lửa R-7 có động cơ trung tâm và 4 tầng đẩy phụ được gắn bên ngoài thân tên lửa. Thiết kế của tầng đẩy phụ lớn làm cho xây dựng bệ phóng tốn kém và không thể phóng tên lửa từ trong giếng phóng. Giống như Atlas, tên lửa R-7 sử dụng nhiên liệu siêu lạnh là Ô xy lỏng đồng nghĩa với việc cần nhiều thời gian chuẩn bị trước khi phóng tên lửa, do đó nó phù hợp hơn với việc trở thành tên lửa đẩy. R-7 đã phóng lên quỹ đạo vệ tinh Sputnik và tàu vũ trụ Vostok. Dòng tên lửa đẩy Soyuz bắt nguồn từ R-7 và vẫn còn được sử dụng hiện nay.

## Các phiên bản của tên lửa SM-65 Atlas

### SM-65A Atlas
Convair X-11/SM-65A Atlas/Atlas A là nguyên mẫu đầu tiên của tên lửa Atlas, tên lửa được phóng thử lần đầu vào ngày 11/6/1957. Đây là nguyên mẫy thử nghiệm cấu trúc và hệ thống đẩy. Ba tên lửa Atlas đầu tiên sử dụng động cơ của Rocketdyne thiết kế với miệng phụt hình côn và sản sinh 135.000 lbf lực đẩy (600 kN). Tên lửa thử nghiệm thứ 4 được trang bị động cơ cải tiến, với miệng phụt hình chuông và lực đẩy đạt 667,2 kN.
Đã có 8 mẫu tên lửa SM-65A được thử nghiệm từ năm 1957 đến năm 1958, trong đó có 4 lần thử nghiệm thành công. Tất cả các lần phóng thử nghiệm đều diễn ra tại Cape Canaveral Air Force Station.

### SM-65B Atlas

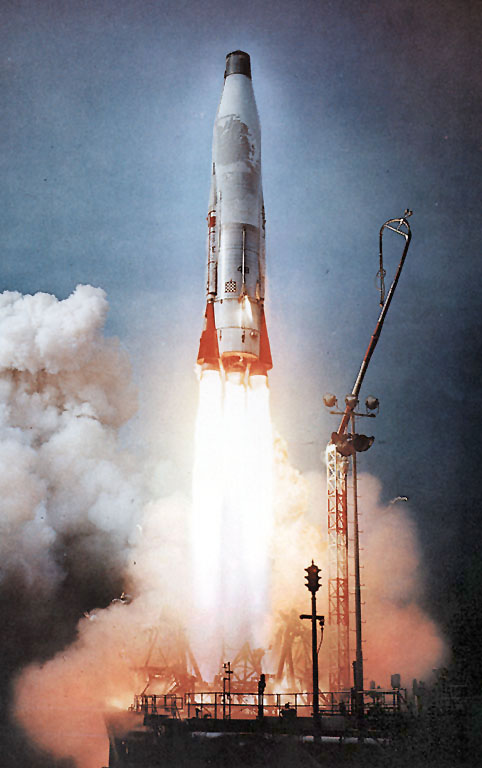
Một vụ phóng tên lửa ICBM Atlas B

Convair X-12/SM-65B là nguyên mẫu thứ 2 của tên lửa Atlas, đưa ra cấu hình thiết kế số tầng đẩy 1+1/2, là đặc trưng thiết kế của dòng tên lửa Atlas. Phiên bản tên lửa này là loại tên lửa đầu tiên có tầm bay được xếp vào liên lục địa, khi tầm bắn của nó đạt 6.325 dặm (10.180 km).
Atlas B phóng thử lần đầu vào ngày 19/7/1958. Trong số 10 lần phóng SM-65B, 9 vụ là thử nghiệm bay dưới quỹ đạo giống như tên lửa liên lục địa, trong đó 5 lần thử nghiệm diễn ra thành công và 4 lần thất bại. Vụ phóng còn lại là sứ mệnh đưa vệ tinh liên lạc SCORE lên quỹ đạo. Tất cả các vụ phóng tên lửa đều diễn ra tại Cape Canaveral Air Force Station.

### SM-65C Atlas
Phiên bản SM-65C Atlas, hay Atlas C là phiên bản thứ 3 của tên lửa Atlas, được cải tiến, các bộ phận nhẹ hơn, bể chứa Ô xy lỏng lớn hơn, và bể chứa nhiên liệu nhỏ hơn. Bay thử nghiệm lần đầu ngày 24/12/1958, là phiên bản cuối cùng được phát triển. SM-65C dự định được sử dụng làm tầng đẩy 1 của tên lửa Atlas-Abe, nhưng sau khi xảy ra nổ trong quá trình thử nghiệm tĩnh vào 24/9/1959, tên lửa Atlas D đã được sử dụng để thay thế. Tất cả có 6 vụ phóng SM-65C tất cả đều là bay dưới quỹ đạo, với 3 lần thành công và 3 lần thất bại.

### SM-65D Atlas
SM-65D Atlas, hay Atlas D, là phiên bản tên lửa Atlas đầu tiên đi vào vận hành và là cơ sở cho tên lửa đẩy Atlas, được giới thiệu vào năm 1959. Atlas D có khối lượng 255.950 lb (116.100 kg) (không mang tải trọng) và có khối lượng rỗng chỉ 11.894 lb (5.395 kg); 95.35% khối lượng còn lại là của chất đẩy tên lửa. Nếu bỏ qua 6.720 lb (3.048 kg) động cơ đẩy khởi tốc và làm thon thân tên lửa sẽ làm giảm khối lượng rỗng xuống còn 5.174 lb (2.347 kg), chỉ 2,02% trọng lượng của tên lửa khi đủ tải. Trọng lượng rỗng rất thấp, khiến tên lửa Atlas D có tầm bắn lên đến 9.000 dặm (14.500 km), hoặc có khả năng mang theo tải trọng lên quỹ đạo mà không cần phải có thêm tầng đẩy mang tải trọng. Tên lửa Atlas D bay lần đầu vào 14/4/1959.
Tháng 9/1959, Không quân Hoa Kỳ đã triển khai 3 tên lửa ICBM Atlas D tại Căn cứ không quân Vandenberg, California, thuộc quyền quản lý của 576th Strategic Missile Squadron, 704th Strategic Missile Wing. Tên lửa được loại khỏi trang bị vào ngày 1/5/1964.

### SM-65E Atlas
SM-65E Atlas, (Atlas-E), là phiên bản tên lửa Atlas đầu tiên trang bị 3 động cơ đưa vào hoạt động. Tên lửa Atlas E bay thử lần đầu vào 11/10/1960, được triển khai hoạt động từ tháng 9/1961 đến 3/1965.
Cải tiến lớn nhất của Atlas E là nó sử dụng hệ thống dẫn đường quán tính mới, khiến không cần phải có cơ sở điều khiển mặt đất. Do không cần có cơ sở điều khiển, tên lửa được triển khai phân tán hơn với cấu hình được gọi là 1 × 9, với 1 giếng phóng tên lửa triển khai tại mỗi bãi phóng tên lửa, mỗi lữ đoàn sẽ được trang bị 9 tên lửa.

### SM-65F Atlas
SM-65F Atlas là phiên bản hoạt động cuối cùng của tên lửa Atlas. Tên lửa bay thử vào ngày 8/8/1961, triển khai trong giai đoạn từ tháng 9/1962-4/1965.
Tên lửa Atlas-F có khả năng triển khai nhanh hơn Atlas E, được phóng và lưu trữ ở tư thế thẳng đứng bên trong kết cấu giếng phóng bê tông và thép. Tên lửa gần như giống hệt với Atlas-E trừ khác biệt về bệ phóng tên lửa và hệ thống quản lý nhiên liệu tên lửa. Khi tên lửa được đặt trong trạng thái báo động, nó sẽ được nạp nhiên liệu RP-1 trước. Khi lệnh phóng tên lửa được đưa ra, tên lửa sẽ được nạp Ô xy lỏng. Sau khi nạp ô xy lỏng hoàn tất, tên lửa sẽ được thang máy đưa lên vị trí phóng trên mặt đất.
Tên lửa Atlas F có khả năng phóng đi sau khoảng 10 phút kể từ khi có lệnh phóng, ngắn hơn khoảng 5 phút so với tên lửa Atlas D và Atlas E, cả hai đều được nạp nhiên liệu ở bệ phóng tên lửa bên trên mặt đất.

## Tình trạng triển khai

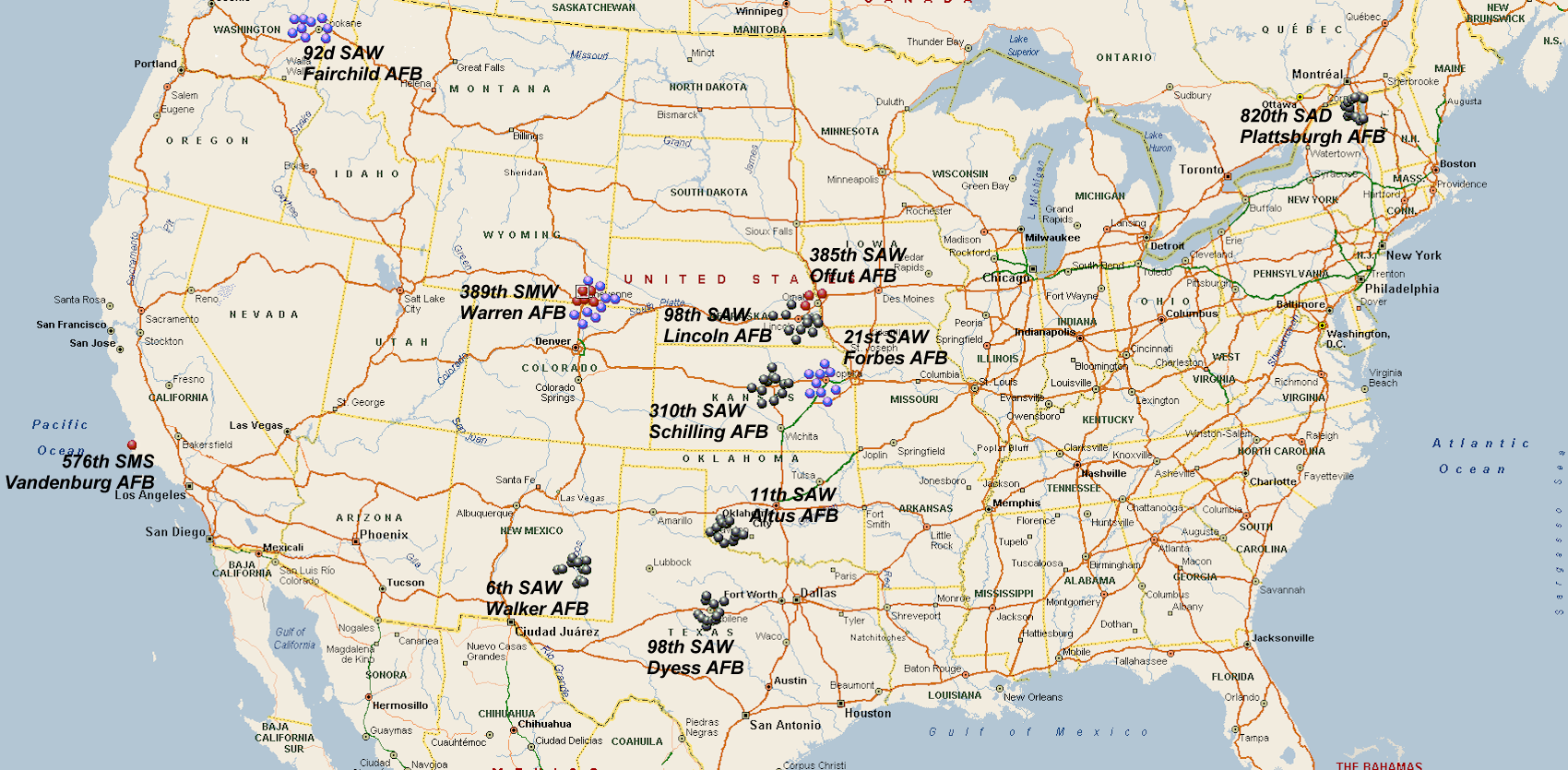
Các căn cứ tên lửa SM-65 Atlas: SM-65D (Đỏ), SM-65E (Tím), SM-65F (Đen)

Bộ chỉ huy Không quân Chiến lược Hoa Kỳ đã triển khai 11 lữ đoàn ICBM Atlas D/E/F từ năm 1959 đến năm 1962.

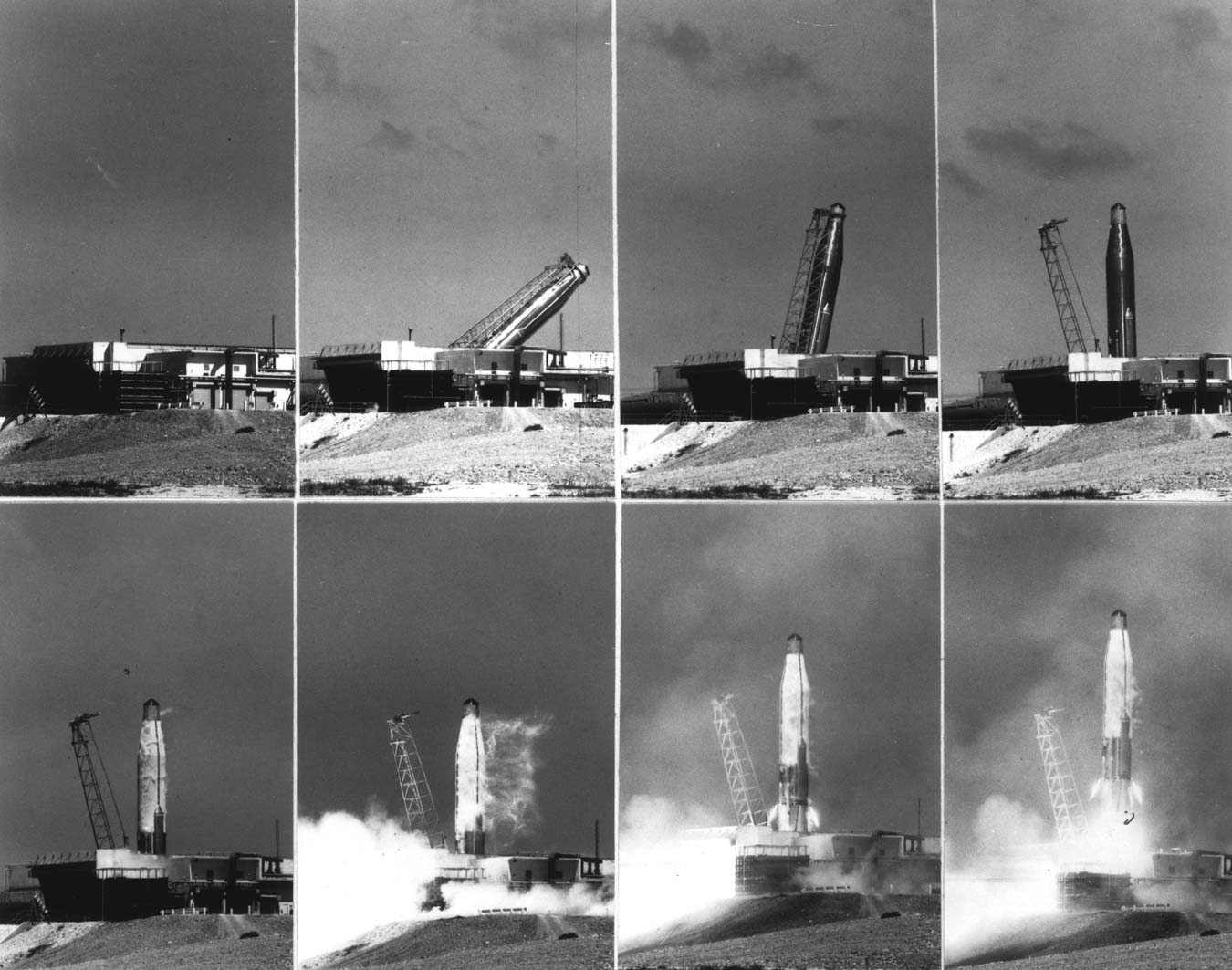
Atlas-D ICBM phóng từ Căn cứ không quân Vandenberg, California.

Số lượng tên lửa CGM-16D Atlas:
- 1959: 6
- 1960: 12
- 1961: 32
- 1962: 32
- 1963: 28
- 1964: 13

CGM-16E Atlas:
- 1961: 32
- 1962: 32
- 1963: 33
- 1964: 30

HGM-16F Atlas:
- 1961: 1
- 1962: 80
- 1963: 79
- 1964: 75

### Loại khỏi vai trò ICBM
Sau khi tên lửa ICBM nhiên liệu rắn LGM-30 Minuteman đi vào hoạt động vào đầu năm 1963, tên lửa Atlas dần bị loại khỏi trang bị. Đã có tất cả 350 tên lửa Atlas thuộc các phiên bản được chế tạo, đỉnh điểm là trang bị 129 tên lửa ICBM Atlas (30 D, 27 E, 72 F). Mặc dù là ICBM có thời gian phục vụ tương đối ngắn ngủi, Atlas đã chứng minh nhiều công nghệ tên lửa mới. Có lẽ quan trọng hơn, sự phát triển của nó đã tạo ra tổ chức, chính sách và thủ tục cho các chương trình tên lửa sau này.
Sau khi ngừng hoạt động với vai trò là ICBM vào năm 1965, các ICBM SM-65 Atlas đã được tân trang lại và được sử dụng trong gần 40 năm làm phương tiện phóng tàu vũ trụ vào không gian.

## Lịch sử phóng tên lửa Atlas-A đến -C

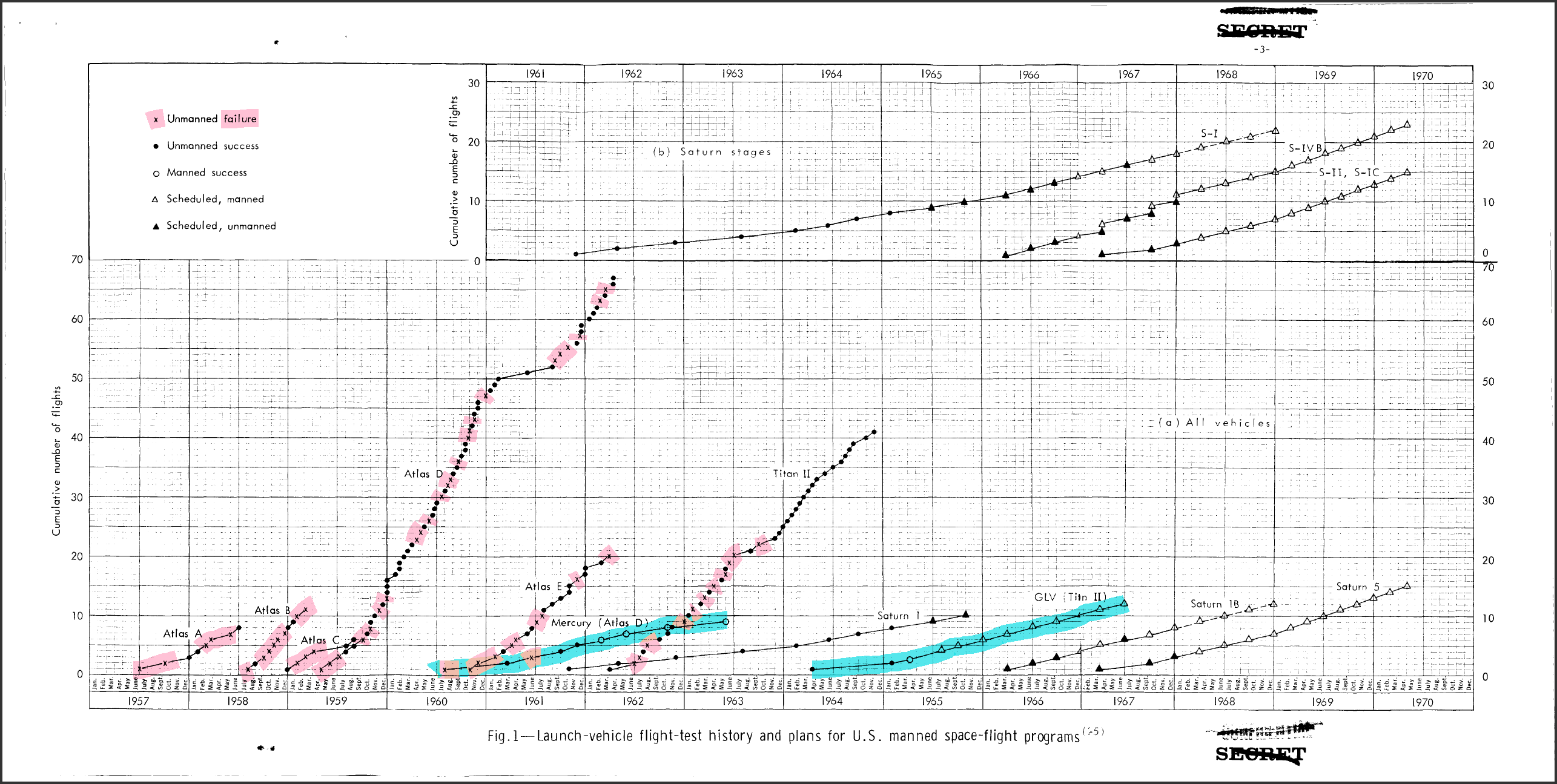
Biểu đồ năm 1965 thể hiện các vụ phóng tên lửa đẩy Atlas, các vụ phóng thất bại được đánh dấu bằng màu hồng cùng với tên lửa đẩy Titan II sử dụng trong chương trình Mercury và chương trình Gemini. Apollo–Saturn cũng được thể hiện trong bảng.

## Tính năng kỹ chiến thuật (Atlas ICBM)
- Chiều dài: 75 ft 1 in (22,89 m) với Mk 2, 82 ft 6 in (25,15 m) với Mk 3
- Span of outboard engine fairings: 16 ft 0 in (4,88 m)
- Đường kính: 10 ft 0 in (3,05 m)
- Trọng lượng phóng: 255,950 lb (120 kg) với Atlas D không tải trọng, 260,000 lb (100 kg) với Atlas D có Mk 2/3 RV và đầu đạn W49, 268,000 lb (120 kg) với Atlas E&F có Mk 4 RV và đầu đạn W38
- Tầm bay: 9.000 mi (14.480 km)[11]
- Động cơ: 1 × Rocketdyne LR105 với lực đẩy 57.000 lbf (254 kN), 1 × Rocketdyne XLR89 với 2 buồng đốt tạo lực đẩy 150.000 lbf (670 kN) (Atlas D), 2 × Rocketdyne LR101 với lực đẩy 1.000 lbf (4,4 kN); 2 × động cơ đẩy phụ LR89 tạo lực đẩy 165.000 lbf (734 kN) (Atlas E&F)
- Đầu đạn:Mk 2 hoặc Mk 3 với đầu đạn W-49 (1,44 MT) (Atlas D); Mk 4 với đầu đạn W-38 (3,75 MT) (Atlas E&F)
- Sau số: 4.600 ft (1.400 m)